# Hibiscus brittonianus
Hibiscus brittonianus är en malvaväxtart som beskrevs av Thomas Henry Kearney. Hibiscus brittonianus ingår i Hibiskussläktet som ingår i familjen malvaväxter. Inga underarter finns listade i Catalogue of Life.